# National League Championship Series
Nella Major League Baseball, le National League Championship Series determinano il vincitore della National League e quindi una delle due squadre che disputerà le World Series.

## Storia
A partire dal 1969, quando la National League si riorganizzò in due divisions, fu istituita una finale tra le due squadre prime classificate per determinare la vittoria del pennant, sostituendo così il sistema in vigore prima di quell'anno; fino al 1969 la squadra vincente era semplicemente quella con un miglior record di vittorie-sconfitte.

Fino al 1985 i play-off si disputavano al meglio delle 5 partite, da quell'anno in poi si giocò al meglio delle 7 gare.

Dal 1994 in poi, dopo la riorganizzazione in tre divisions, le NLCS hanno preso la forma attuale: le tre vincitrici più la miglior seconda (la cosiddetta wild card) si sfidano nelle division series, al meglio delle 5 gare. Le vincenti si sfidano nelle NLCS al meglio delle 7 per determinare il vincitore, che poi avanzerà alle World Series.

## Albo d'oro
| Anno | Vincitore                                           | Perdente                                            | Vittorie                                            | Sconfitte                                           | MVP della serie                                     |
| ---- | --------------------------------------------------- | --------------------------------------------------- | --------------------------------------------------- | --------------------------------------------------- | --------------------------------------------------- |
| 1969 | New York Mets                                       | Atlanta Braves                                      | 3                                                   | 0                                                   |                                                     |
| 1970 | Cincinnati Reds                                     | Pittsburgh Pirates                                  | 3                                                   | 0                                                   |                                                     |
| 1971 | Pittsburgh Pirates                                  | San Francisco Giants                                | 3                                                   | 1                                                   |                                                     |
| 1972 | Cincinnati Reds                                     | Pittsburgh Pirates                                  | 3                                                   | 2                                                   |                                                     |
| 1973 | New York Mets                                       | Cincinnati Reds                                     | 3                                                   | 2                                                   |                                                     |
| 1974 | Los Angeles Dodgers                                 | Pittsburgh Pirates                                  | 3                                                   | 1                                                   |                                                     |
| 1975 | Cincinnati Reds                                     | Pittsburgh Pirates                                  | 3                                                   | 0                                                   |                                                     |
| 1976 | Cincinnati Reds                                     | Philadelphia Phillies                               | 3                                                   | 0                                                   |                                                     |
| 1977 | Los Angeles Dodgers                                 | Philadelphia Phillies                               | 3                                                   | 1                                                   | Dusty Baker, Los Angeles                            |
| 1978 | Los Angeles Dodgers                                 | Philadelphia Phillies                               | 3                                                   | 1                                                   | Steve Garvey, Los Angeles                           |
| 1979 | Pittsburgh Pirates                                  | Cincinnati Reds                                     | 3                                                   | 0                                                   | Willie Stargell, Pittsburgh                         |
| 1980 | Philadelphia Phillies                               | Houston Astros                                      | 3                                                   | 2                                                   | Manny Trillo, Philadelphia                          |
| 1981 | Los Angeles Dodgers                                 | Montreal Expos                                      | 3                                                   | 2                                                   | Burt Hooton, Los Angeles                            |
| 1982 | St. Louis Cardinals                                 | Atlanta Braves                                      | 3                                                   | 0                                                   | Darrell Porter, St. Louis                           |
| 1983 | Philadelphia Phillies                               | Los Angeles Dodgers                                 | 3                                                   | 1                                                   | Gary Matthews, Philadelphia                         |
| 1984 | San Diego Padres                                    | Chicago Cubs                                        | 3                                                   | 2                                                   | Steve Garvey, San Diego                             |
| 1985 | St. Louis Cardinals                                 | Los Angeles Dodgers                                 | 4                                                   | 2                                                   | Ozzie Smith, St. Louis                              |
| 1986 | New York Mets                                       | Houston Astros                                      | 4                                                   | 2                                                   | Mike Scott, Houston                                 |
| 1987 | St. Louis Cardinals                                 | San Francisco Giants                                | 4                                                   | 3                                                   | Jeff Leonard, San Francisco                         |
| 1988 | Los Angeles Dodgers                                 | New York Mets                                       | 4                                                   | 3                                                   | Orel Hershiser, Los Angeles                         |
| 1989 | San Francisco Giants                                | Chicago Cubs                                        | 4                                                   | 1                                                   | Will Clark, San Francisco                           |
| 1990 | Cincinnati Reds                                     | Pittsburgh Pirates                                  | 4                                                   | 2                                                   | Rob Dibble and Randy Myers, Cincinnati              |
| 1991 | Atlanta Braves                                      | Pittsburgh Pirates                                  | 4                                                   | 3                                                   | Steve Avery, Atlanta                                |
| 1992 | Atlanta Braves                                      | Pittsburgh Pirates                                  | 4                                                   | 3                                                   | John Smoltz, Atlanta                                |
| 1993 | Philadelphia Phillies                               | Atlanta Braves                                      | 4                                                   | 2                                                   | Curt Schilling, Philadelphia                        |
| 1994 | Non disputate a causa dello sciopero dei giocatori. | Non disputate a causa dello sciopero dei giocatori. | Non disputate a causa dello sciopero dei giocatori. | Non disputate a causa dello sciopero dei giocatori. | Non disputate a causa dello sciopero dei giocatori. |
| 1995 | Atlanta Braves                                      | Cincinnati Reds                                     | 4                                                   | 0                                                   | Mike Devereaux, Atlanta                             |
| 1996 | Atlanta Braves                                      | St. Louis Cardinals                                 | 4                                                   | 3                                                   | Javy López, Atlanta                                 |
| 1997 | Florida Marlins†                                    | Atlanta Braves                                      | 4                                                   | 2                                                   | Liván Hernández, Florida                            |
| 1998 | San Diego Padres                                    | Atlanta Braves                                      | 4                                                   | 2                                                   | Sterling Hitchcock, San Diego                       |
| 1999 | Atlanta Braves                                      | New York Mets†                                      | 4                                                   | 2                                                   | Eddie Pérez, Atlanta                                |
| 2000 | New York Mets†                                      | St. Louis Cardinals                                 | 4                                                   | 1                                                   | Mike Hampton, New York                              |
| 2001 | Arizona Diamondbacks                                | Atlanta Braves                                      | 4                                                   | 1                                                   | Craig Counsell, Arizona                             |
| 2002 | San Francisco Giants†                               | St. Louis Cardinals                                 | 4                                                   | 1                                                   | Benito Santiago, San Francisco                      |
| 2003 | Florida Marlins†                                    | Chicago Cubs                                        | 4                                                   | 3                                                   | Iván Rodríguez, Florida                             |
| 2004 | St. Louis Cardinals                                 | Houston Astros†                                     | 4                                                   | 3                                                   | Albert Pujols, St. Louis                            |
| 2005 | Houston Astros†                                     | St. Louis Cardinals                                 | 4                                                   | 2                                                   | Roy Oswalt, Houston                                 |
| 2006 | St. Louis Cardinals                                 | New York Mets                                       | 4                                                   | 3                                                   | Jeff Suppan, St. Louis                              |
| 2007 | Colorado Rockies†                                   | Arizona Diamondbacks                                | 4                                                   | 0                                                   | Matt Holliday, Colorado                             |
| 2008 | Philadelphia Phillies                               | Los Angeles Dodgers                                 | 4                                                   | 1                                                   | Cole Hamels, Philadelphia                           |
| 2009 | Philadelphia Phillies                               | Los Angeles Dodgers                                 | 4                                                   | 1                                                   | Ryan Howard, Philadelphia                           |
| 2010 | San Francisco Giants                                | Philadelphia Phillies                               | 4                                                   | 2                                                   | Cody Ross, San Francisco                            |
| 2011 | St. Louis Cardinals†                                | Milwaukee Brewers                                   | 4                                                   | 2                                                   | David Freese, St. Louis                             |
| 2012 | San Francisco Giants                                | St. Louis Cardinals†                                | 4                                                   | 3                                                   | Marco Scutaro, San Francisco                        |
| 2013 | St. Louis Cardinals                                 | Los Angeles Dodgers                                 | 4                                                   | 2                                                   | Michael Wacha, St. Louis                            |
| 2014 | San Francisco Giants†                               | St. Louis Cardinals                                 | 4                                                   | 1                                                   | Madison Bumgarner, San Francisco                    |
| 2015 | New York Mets                                       | Chicago Cubs†                                       | 4                                                   | 0                                                   | Daniel Murphy, New York                             |
| 2016 | Chicago Cubs                                        | Los Angeles Dodgers                                 | 4                                                   | 2                                                   | Javier Báez e Jon Lester, Chicago                   |
| 2017 | Los Angeles Dodgers                                 | Chicago Cubs                                        | 4                                                   | 1                                                   | Chris Taylor e Justin Turner, Los Angeles           |
| 2018 | Los Angeles Dodgers                                 | Milwaukee Brewers                                   | 4                                                   | 3                                                   | Cody Bellinger, Los Angeles                         |
| 2019 | Washington Nationals†                               | St. Louis Cardinals                                 | 4                                                   | 0                                                   | Howie Kendrick, Washington                          |
| 2020 | Los Angeles Dodgers                                 | Atlanta Braves                                      | 4                                                   | 3                                                   | Corey Seager, Los Angeles                           |
| 2021 | Atlanta Braves                                      | Los Angeles Dodgers†                                | 4                                                   | 2                                                   | Eddie Rosario, Atlanta                              |
| 2022 | Philadelphia Phillies†                              | San Diego Padres†                                   | 4                                                   | 1                                                   | Bryce Harper, Philadelphia                          |
| 2023 | Arizona Diamondbacks†                               | Philadelphia Phillies†                              | 4                                                   | 3                                                   | Ketel Marte, Arizona                                |

†Indica una wild card (a partire dal 1995).